# Chaenocarpus
Chaenocarpus es un género de hongos en la familia Xylariaceae.